# Ferrières (Charente-Maritime)
Ferrières (wym. [fɛrjɛɾə]) – miejscowość i gmina we Francji, w regionie Nowa Akwitania, w departamencie Charente-Maritime.
Według danych na rok 1990 gminę zamieszkiwało 306 osób, a gęstość zaludnienia wynosiła 40 osób/km² (wśród 1467 gmin regionu Poitou-Charentes Ferrières plasuje się na 711. miejscu pod względem liczby ludności, natomiast pod względem powierzchni na miejscu 957.).